# Gåstjärnen (Nederluleå socken, Norrbotten, 730045-178635)
Gåstjärnen är en sjö i Luleå kommun i Norrbotten och ingår i Altersundet-Luleälvens kustområde.